# Мури Ліми
Мури Ліми (ісп. Muralla de Lima) — укріплення зі стін і бастіонів, метою яких було захистити місто Ліма від атак. Вони були побудовані між 1684 і 1687 роками під час правління віце -короля Мельчора де Наварра-і-Рокафула

## Історія
Стіни Ліми були розташовані на нинішніх вулицях Альфонсо Угарте, Пасео Колон і Грау та лівому березі річки Рімак. Бастіон Санта-Люсія — це частина стіни, розташована на краю Барріос-Альтос і Ель-Агустіно, яка все ще стоїть.Стіна була побудована навколо міста, щоб захистити його від нападів піратів та інших ворогів іспанської корони в 17 столітті. Стіна мала 10 виїзних і в'їзних воріт: Мартінете, Маравільяс, Барбонес, Кочаркас, Санта-Каталіна, Гвадалупе, Хуан-Симон, Сан-Хасінто, Кальяо, Монсеррат і ворота ла-Гія-ен-ель-Барріо-де-Сан-Ласаро.
У рамках програми розширення міста стіну було знесено в 1868 році.

## Сучасність
Частину морської стіни було відновлено в задній частині церкви Сан-Франциско, поблизу Урядового палацу. У цьому парку видно залишки фундаменту, який був дамбою, яку зробили в 1610 році. У парку знаходиться статуя Франсіско Пісарро, яка раніше була на «Площі Перу», розташованій поруч із Урядовим палацом. Тут також є музей, де представлені археологічні експонати.
Будівництво швидкісної дороги на проспекті Грау виявило частину залишків стіни.
У Барріос-Альтос залишки стін біля площі Серкадо знаходяться в хорошому стані. Один з бастіонів наразі є спортивним комплексом.
Стіна не була зразком краси, не мала великої художньої привабливості. Це одна з найважливіших туристичних пам'яток у Лімі.

## Галерея

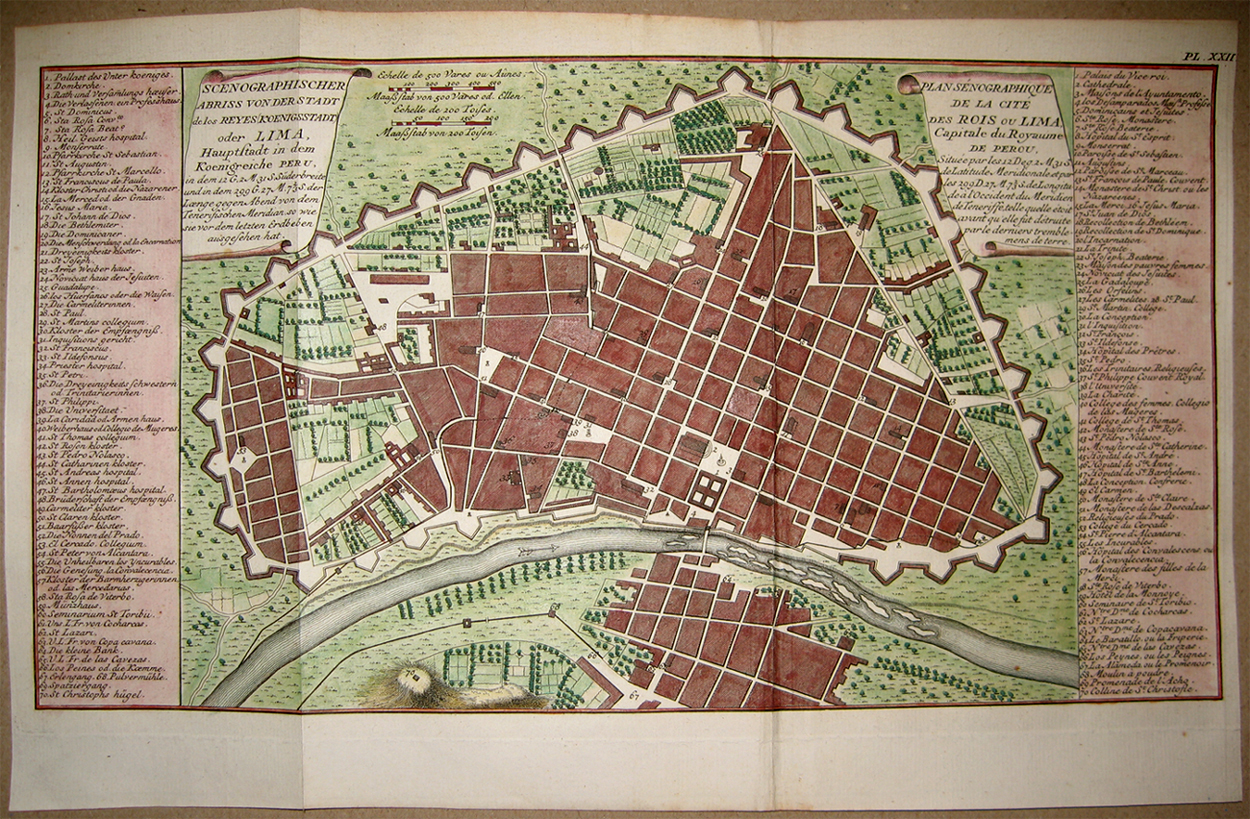
Стіни Ліми на плані 1750 року
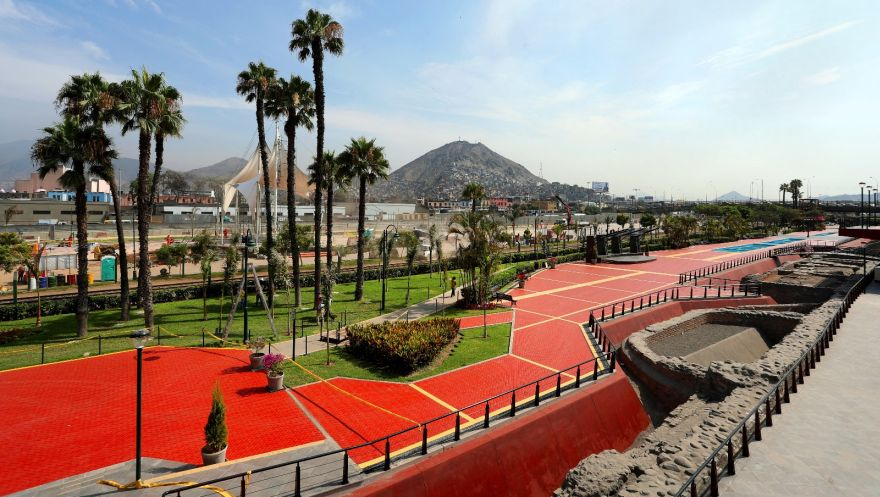
Муралла, Каско Антігуо де Ліма
Карта Міста Королів 1744 року, яка була опублікована в роботі Хорхе Хуана та Антоніо де Уллоа.
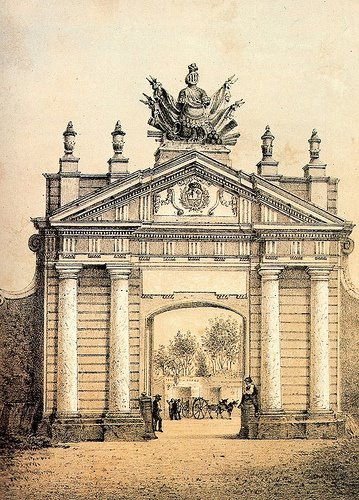
Брама Маравільяс, які відкривали доступ до  Ліми
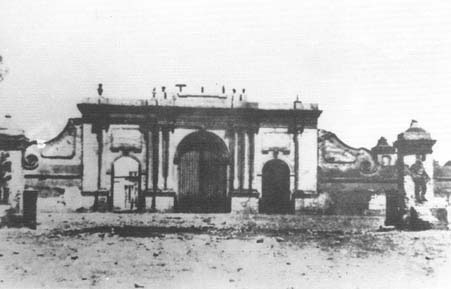
Аспект воріт Кальяо, розташованих в Овало-де-ла-Рейна, 1870 рік